# ライオットアクト (コンピュータゲーム)
『ライオットアクト』(RIOT ACT) はRealtime Worldsが開発し、2007年2月にXbox 360向けに発売されたアクションアドベンチャーゲームである。日本市場以外では『Crackdown』（クラックダウン）という名称で発売されており、日本でもXbox Live等では「RIOT ACT (Crackdown)」と表記されている。続編として『ライオットアクト 2』（2010年）、『Crackdown 3 (en) 』（2019年）（日本未発売）がある。
2018年11月頃から、Xbox Oneの後方互換に対応及び無料配信されていることが確認されている。

## 概要
オープンワールド型アクションゲームである。製作者は『グランド・セフト・オート』（Rockstar Gamesが製作）の生みの親であるデイビット・ジョーンズ。プレイヤーは町に蔓延る悪の組織を壊滅する使命を帯びたエージェントとなって、組織を壊滅させるという内容である。基本的な内容は銃で悪人を撃つ、といった物で、暴力表現があるとして18歳未満の購入が制限されている。経験値の概念がスキル制という形で採用されていて、敵を抹殺する度にアクションの幅が増えていくのが特徴で、近代的かつ現実的な世界において超人的で自由なアクションを行えるのが本作の醍醐味である。物理エンジンはHavokを使用しており、約26平方キロメートルにも及ぶMAPにはエージェントの特殊技能を上げる以下の様々なイベントが用意されている。
- アジリティオーブ - 移動スキルを上げる効果のあるオーブ。マップ全体に計500個用意されている。
- シークレットオーブ - 全スキルを上げることができるオーブ。マップ全体に計300個ある。
- ルーフトップレース - 移動スキルを上げることができるレースイベント。初期状態で12、後述する「ゲッティングビジーボーナスパック」で9つ追加される（追加分は実績には関係しない）。
- ロードレース - 運転スキルを上げるレースイベント。マップ上に14個存在する。
- スタントマーカー - 車で空中の特定のポイントを通過することで運転スキルが上がる。
- ストックパイル - 「ゲッティングビジーボーナスパック」追加イベント。周辺に出現する100個のオーブを集めたタイムを競う。協力プレイ時は2人がそれぞれ獲得したオーブの数を競うこともできる。
- チェックポイントチェイス - 協力プレイ時専用の「ゲッティングビジーボーナスパック」追加イベント。シティ内にランダムで設定されるチェックポイントまで相手プレイヤーと競争する。
- ロケットタグ - 協力プレイ時専用の「ゲッティングビジーボーナスパック」追加イベント。2人のプレイヤーが追う側と追われる側になり、追う側が持つロケットランチャーから1分間逃げられれば勝利。

難易度は低・中・高の3種類が用意されている。Xbox Liveやシステムリンク機能を使えば他のユーザーとの協力プレイが可能となっている。

### 開発に与えた影響
本作の製作中にXbox 360用ソフトにおける実績およびゲーマースコアに関する基準がいくつか変更された。
- 開発側からの要望により実績の限度数が従来の50から80に変更された[5]（ただし実際のゲームで獲得できる実績の数はダウンロードコンテンツを含めて50である）。
- 総ポイント数についても従来の1000Gの他にダウンロードコンテンツによる250Gの上積みが行えるようになり、基本の1000Gの一部を無料のダウンロードコンテンツに割り当てることもできるようになった。なお本作は2007年2月にマイクロソフトが発表した「ゲーム本体と無料のダウンロードコンテンツで1000Gを網羅しなければならない」というゲーマースコアに関する新しい基準のサンプルとしても挙げられている。[6]

本作の初期状態で獲得できる実績は43件900Gであり、ダウンロードコンテンツにより7件350Gの上乗せが行われる。上乗せ部分は獲得に必要なダウンロードコンテンツの種類により以下の3つに分けられる。
- 無料ダウンロードのみで獲得できる部分: 初期状態で未使用だった100G（1件）と、ダウンロードコンテンツ枠250Gの内60G（40Gと20Gが1つずつ。ただし20Gの方は無料DLCのみのソロプレイでは高難度）
- 無料ダウンロードのみの利用でも、有料ダウンロード利用者との協力プレイで獲得できる部分: ダウンロードコンテンツ枠250Gの内20G（10Gが2つ。ちなみに1つは元々協力プレイに関する物である）
- 有料ダウンロードでないと獲得できない部分: ダウンロードコンテンツ枠250Gの内170G（2件）

## 更新事項
Xbox Liveに接続する事で様々なコンテンツをダウンロードしたり、タイトルアップデートを行える。

### ダウンロードコンテンツ
マーケットプレースでは2つの拡張ファイルとテーマファイルが配信されている。
- エージェントパック（無料） - エージェントの容姿が4タイプ追加され計12タイプとなる。
- フリーフォーオールパック（無料） - ゲーム中の様々な制約を任意で変更できるチートモードや敵組織および一般市民の車の押収、7つの実績を追加。協力プレイ時には「ゲッティングビジーボーナスパック」を購入していなくても追加武器や追加車両、4種類の追加イベントを利用できる。これは「フリーフォーオールパック」と「ゲッティングビジーボーナスパック」のファイル自体は同じ内容であるため。
- ゲッティングビジーボーナスパック（無料） - フリーフォーオールパックの内容に加えて、5種類の特殊武器と3種類のエージェントカー、4種類の追加イベント、そして新たなゲームモード「ストリートレース」を追加。
- Riot Act をさらに楽しもう!（無料） - 2008年11月以降のダッシュボード用プレミアムテーマ。

この内「フリーフォーオールパック」及び「ゲッティングビジーボーナスパック」については、2008年12月頃より日本での配信が停止されていたが、2009年12月に復旧した。
この他、過去には以下のテーマファイル及びゲーマーアイコンが配信されていた(現在は配信終了)。
- エージェントゲーマーアイコンパック (160MSP) - エージェント8人のアイコン。
- 犯罪組織ゲーマーアイコンパック (120MSP) - 犯罪組織のロゴとボス達の6種のアイコン。
- お楽しみゲーマーアイコンパック (240MSP) - エージェントや犯罪組織などにアレンジを加えた12種のアイコン。
- アクションテーマ (150MSP) - エージェントのアクションシーンによるテーマファイル。
- ミニマルテーマ (150MSP) - ゲーム中の4組織のロゴが単色背景に刷り込まれたデザインのテーマファイル。

### タイトルアップデート
2007年5月からタイトルアップデートが配信され、ゲーム中の問題点が改善された。
- オーブを一定以上獲得することで、同種のオーブをより遠くから関知できるようになる。
- スタントマーカーの発見が容易となる。
- 全車種でランプトラックを使ったジャンプが可能。
- ロックオンと射撃精度の改善。
- 格闘能力がレベル4になると、ジャンプして着地する際に特殊攻撃「グラウンドストライク」が行える。
- リモート爆弾の設置後、どこまで離れても効果が継続する。
- 距離に関わらず遮蔽物がなければ爆発が確認できるようになる。
- カメラ位置の安定。
- 元々クリア後のプレイ時には部下の出現のON/OFFを選択できていたが、これが廃止され代わりに幹部やボスが復活しステータスを維持した状態で最初からプレイする「クライムリターンズ」が登場。

当初のアップデートではアップデート以前のセーブデータを使用した際にソロプレイをせずに協力プレイをするとデータが消えるという問題があった。

## 登場人物

### エージェンシー
エージェントが属する「エージェンシー」の正式名称は「国際警察機構」であり、全世界での犯罪の蔓延に対抗するために結成された警察組織である。
エージェント
プレイヤーは平和を守るエージェントである。彼は様々な分野において特殊強化を受けた人造サイボーグであり、常人を遥かに超える驚異的な運動能力を秘めている。ビルの頂上を跳んで移動する跳躍力やトラックを持ち上げる怪力等、以下の5種類の「エージェントスキル」を備えており、対応する方法で敵を倒したりすることで短時間での強化が可能である。
- 移動 - 足の速さやジャンプ力に影響する。
- 運転 - 車の運転に関する技能。レベルが上がると空中での制御能力がアップしたり、エージェント専用の車「エージェントビーグル」の特殊能力が使えるようになる。
- 爆破 - 手榴弾やロケットランチャーなど、爆発物系の武器の効果範囲や威力に影響する。
- 格闘 - 近接戦闘や重量物の持ち上げおよび投擲、敵の攻撃に対する耐久力に影響する。
- 射撃 - 射撃時のロックオン精度に影響する。

エージェントは特権的に武装や発砲などが認められており、民間から車を借用するといった行為も許されている。ただし市民に危害を加えるのは如何にエージェントと言えど許されていない。
エージェントの優れた人体強化技術はシャイゲンに所属する研究者バルタザール・チェルネンコの「スーパーソルジャー計画」をエージェンシーが独自に転用したものである。エージェントはたとえミッション中に死亡した場合でも、すぐさまその能力を受け継いだクローンが作られる為、死亡する事を恐れず勇敢に戦える。
ピースキーパー
ピースキーパーとは、今や町の中心のみとなった「キープ」の本部に所属する武装警察である。過激なギャングすら恐れる事のない勇敢さと正義感に満ちた頼もしい人材が揃っている。彼らは本部の警備の他、町の巡回なども行っており、時にはエージェントの危機に駆けつけ、また逆に救援を請う事もある。ピースキーパーの目的は市民の安全の確保である為、エージェントが市民に対して殺傷を行うと敵意を剥き出しにして襲ってくる。

### ギャング
このゲームにおける唯一最大の敵である。ボスを中心に様々な幹部と構成員とで組織されている。互いの利害関係が一致したその連帯感はピースメーカーにも勝るとも劣らない。
プレイ開始時には物語の舞台となるパシフィック・シティを巡って3つの集団が権力争いを繰り広げている。主だったギャングは、麻薬の売買を中心に急成長を遂げたロス ムエルトス (Los Muertos)、傭兵こぼれが暴力を武器に結成したヴォルク (Volk)、研究結社が個人に買収され町を牛耳るまでに巨大化したシャイゲン コーポレーション (Shai-Gen Corperation) の3種である。町に巣食うギャングの幹部達は各組織にボスも含めて7人ずつおり、全21人を始末する事がエージェントの至上命令となっている。
エージェントの活躍が組織の耳に入ると、ヒットチームと呼ばれる特殊暗殺部隊が差し向けられる。ヒットチームは通常のギャング集団より統制された警戒網を敷いてエージェントを追い込もうとする。エージェントが一定時間身を潜めれば、ヒットチームは退散する。

#### ロス ムエルトス
ロス ムエルトスは元々は麻薬密売組織であり、その収益で組織を拡大していった。構成員は近距離での格闘技術に長けている一方、車の改造技術も高く構成員達はその機動力で「ラ ムグレ」と呼ばれる南西部の一帯を支配している。
なおロス ムエルトスという語は日本語に訳すると「死者」となるが、これは当初は自分たちを強大な物に見せかけるために名乗った物であった。
ホアン マルティネス
組織内の情報収集担当かつ金庫番的存在。
ホセ グエラ
ラ ムグレ南東のナイトクラブのオーナー。クラブで出している麻薬入りのカクテルは組織の主な収入源である。
バイオレッタ サンチェス
組織の構成員の勧誘役。アメとムチの使い分けに長けているセクシーな女性幹部。
ロドリゴ アルバレス
組織の構成員達の格闘能力を鍛える男。
ラファエル ディアス
かつて世界にその名をとどろかせた車泥棒。組織の車は彼がチューニングした物であり、組織の機動力の要である。
ラモーン ゴンザレス
組織の武器を調達する。
ドン ドミンゴ ガルシア
ロス ムエルトスのボス。

#### ヴォルク
ヴォルクは元々東ヨーロッパで活躍していた傭兵達が、大きな収入を求めて犯罪組織となった物である。彼らは密航させた移民を戦闘員や工場での労働者として酷使し、工場の収益で大量の兵器を確保して南東部の工業地帯「デン」を支配している。ヴォルクとはロシア語で、日本語に直すと「狼」という意味である。
ウラジミール・ゴリアック
ヴォルクのボス。強力な力を持っている。ゴリアック一人でヴォルクを作り上げた為、「ウラジミール帝国」と呼ばれる。
イゴール・ビラゴフ
命知らずなトラック運転手。危険な悪路を何千キロも走破した経歴がある。
セルゲイ・ユリエフ
石油コンビナートの管理者。臆病で常にコンビナート中央のビルから監視している。
ナタリア・グリズノーヴァ
危険な美女。
ヴィクトール・ラボトニコフ
シティーはずれの武器集積場にいる。
ボリス・ミカイロフ
東欧から難民を連れてきて使える者を兵士として、使えない者を労働力として搾取している。
オルガ・ロマノヴァ
元トップアスリート。現在は違法薬物の過剰摂取で見るに耐えない姿になっている。

#### シャイゲン
シャイゲンの前身は政府出資の研究施設である。しかし研究所が謎の人物に買収され、市民の洗脳と強大な軍事力により市民を支配するようになった。彼らの勢力圏は高層ビルや高級マンションが建ち並ぶ北ブロック「コリドー」である。コリドーはフランス語で回廊という意味である。
ワン
シャイゲンのボス。謎めいた東洋の老人である。黒魔術を使えるとの噂もある。側近の部隊に「カオルン」という精鋭部隊がいる。
ドクター バルタザール・チェルネンコ
シャイゲンのリサーチディレクターである。マッドサイエンティストで主人公であるエージェントを開発したのもチェルネンコである。人体実験などを行っている。
タディウス・オークリー
シャイゲンが経営している洗脳プログラム「ザ・メッセージ」の主任。
メリッサ・ファンイン
シャイゲンのインテリジェンスディレクターである。
ミセス・ティンボル
シャイゲンの人事責任者である。
ビタリー・ルゼズニック
シャイゲンのセキュリティディレクターである。
カーネル アクストン・カウエル
シャイゲンのディフェンスディレクターである。

## その他
- 日本においては「RIOT ACT エージェント 日記」と称した参加型のブログが公開された。やり込みやプレイ日記などユーモラスなブログが多数紹介されている。優秀者にはトップエージェント賞として、ギフト券やTシャツなどの商品が送られた[8]。
- 日本版とアジア版のパッケージイラストはモンキー・パンチが担当した。また日本語ナレーションは小林清志が担当している（英語ナレーションはマイケル・マコノヒー）。
- 日本版でも本体の言語設定によって英語の他ドイツ語や中国語などの字幕やナレーション（一部言語のみ）でプレイすることができるが、どの言語に設定しても日本版ではタイトル画面に出るタイトルは「RIOT ACT」である（日本語以外の設定で海外名「CRACKDOWN」にはならない）。日本版のディスクをアメリカ本体で立ち上げるとタイトルは「CRACKDOWN」になる。
- 本作の購入者は2007年5月17日から6月11日まで行われたHalo 3のβテストに参加できた[9]
- Halo3のβ版とダウンロードコンテンツの追加に関して、それぞれ配信が遅れるトラブルがあった。[7][10]。
- XBOX Liveでは制限付きの体験版が無料配信されている。マップはロス ムエルトスの支配地区の南半分限定で、最大60分（ただしエージェントスキルの内いずれかがレベル2になるか、4人いる幹部の内2人倒すとそこから30分に短縮される）のプレイが可能である。なお協力プレイも可能だが製品版と違って最初から相手プレイヤーを用意しなければならず（製品版ではソロプレイ中の他プレイヤーのゲームに入ることが可能）、相手プレイヤーについても制限がある。
- ディスクドライブへの負担を減らすためのハードディスクにインストールでのプレイがバグによって出来ないようになっていたが、2009年秋のXbox Liveアップデートにより可能となることが判明した。